# Paolo Borgia
Paolo Borgia (ur. 18 marca 1966 w Manfredonii) – włoski duchowny rzymskokatolicki, arcybiskup, nuncjusz apostolski.

## Życiorys
10 kwietnia 1999 otrzymał święcenia kapłańskie i został inkardynowany do diecezji Manfredonia-Vieste. W 1999 rozpoczął przygotowanie do służby dyplomatycznej na Papieskiej Akademii Kościelnej.
W 2001 rozpoczął służbę w dyplomacji watykańskiej pracując kolejno jako sekretarz nuncjatur: w Czadzie i Republice Środkowoafrykańskiej (2001-2004), w Meksyku (2004-2007), w Izraelu (2007-2010); jako I radca w Libanie (2010-2013). W 2013 rozpoczął pracę w Sekcji ds. Relacji z Państwami w Sekretariacie Stanu Stolicy Apostolskiej. W 2014 został przeniesiony do Sekcji Spraw Ogólnych. 4 marca 2016 został mianowany przez papieża Franciszka asesorem Sekcji ds. Ogólnych w Sekretariacie Stanu oraz Przewodniczącym Komitetu ds. Bezpieczeństwa Finansowego.
3 września 2019 papież Franciszek mianował go nuncjuszem apostolskim oraz arcybiskupem tytularnym Milazzo. Święcenia biskupie otrzymał 4 października 2019 w bazylice św. Piotra w Rzymie. Głównym konsekratorem był papież Franciszek, a współkonsekratorami kardynałowie Pietro Parolin, sekretarz stanu Stolicy Apostolskiej, i Peter Turkson, prefekt Dykasterii ds. Integralnego Rozwoju Człowieka. 28 października 2019 został wyznaczony nuncjuszem apostolskim na Wybrzeżu Kości Słoniowej.
24 września 2022 został przeniesiony do nuncjatury apostolskiej w Libanie.

## Odznaczenia
- Krzyż Oficerski Orderu Gwiazdy Rumunii (Rumunia, 2020)[1]